# Francisco González Ledesma
Pour les articles homonymes, voir Francisco González, González et Ledesma.
Œuvres principales
- Le Dossier Barcelone (1983)
- Soldados (1985)
- La Dame de cachemire (1986)
- Cinq femmes et demie (2005)

Francisco González Ledesma, né le 17 mars 1927 à Barcelone et mort le 2 mars 2015 à Barcelone, est un écrivain espagnol, auteur de nombreux romans policiers. Son personnage le plus célèbre, l'inspecteur Ricardo Méndez, apparaît pour la première fois dans Le Dossier Barcelone. La qualité et la force de ses romans lui ont valu les faveurs du public, la reconnaissance de ses pairs et de nombreux prix littéraires.

## Biographie
Né le 17 mars 1927 dans le quartier populaire de Poble Sec à Barcelone, c'est grâce à l'aide d'une tante qu'il étudie au collège, puis entreprend des études de droit qu'il finance avec des « petits boulots » et en écrivant des « pulps ». De 1951 à 1981, sous le pseudonyme de Silver Kane, Francisco González Ledesma écrit plus de mille westerns et romans d'aventures qu'il livre parfois au rythme de trois par mois. En parallèle, entre 1957 et 1965, il a recours au pseudonyme Rosa Alcázar pour faire paraître une vingtaine de romans d'amour. En 1948, son premier roman signé de son patronyme, Sombras viejas, est couronné par le Prix international du roman. Cependant, interdit trois fois, il ne sera jamais publié en Espagne.
Déçu par la profession d'avocat, il cherche une autre voie. L'assouplissement de la loi sur la presse lui permet de devenir journaliste en 1963, ce qui lui permet de « réaliser un vieux rêve d'enfance ». Il entre à La Vanguardia, dont il deviendra rédacteur en chef. Il y fonde un syndicat de journalistes clandestin auquel adhère un autre futur auteur de romans policiers, Manuel Vázquez Montalbán. Refusant d'écrire le moindre papier sur Franco pour ne pas trahir ses opinions, il devient un orfèvre dans l'art de rédiger les informations de façon défavorable au régime sans encourir les foudres de la censure.
La transition démocratique qui suit la mort du caudillo lui permet de faire publier un premier roman sous sa véritable identité : Los Napoleones. Cet ouvrage, écrit en 1967, n'avait jamais été présenté à la censure par l'éditeur, de peur de le voir interdit. Les années 1980 sont fécondes pour Francisco González Ledesma qui crée le personnage de l'inspecteur Ricardo Méndez dans Le Dossier Barcelone (Expediente Barcelona, 1983), suivi par sept titres dans le même cycle. Il publie également dix autres romans noirs.  Il utilise à deux reprises le pseudonyme Enrique Moriel pour faire paraître des romans noirs.
Il reçoit la Creu de Sant Jordi en 2010.

## Analyse de l'œuvre
Pour la plupart situés à Barcelone, les romans de Francisco González Ledesma ont pour cadre les quartiers populaires où se démènent des marginaux et des ouvriers, maltraités par le franquisme et laissés pour compte de la démocratie. L'inspecteur Méndez y mène ses enquêtes peu conventionnelles, tout en faisant « preuve d'un aimable scepticisme ».

### Thématiques
Barcelone est le véritable personnage central de ses romans, une Barcelone qui se modernise alors même que l'inspecteur Méndez vieillit. Mais au fur et à mesure que la ville s'enrichit et devient plus propre, elle perd de sa fraternité et de sa convivialité. L'auteur a la nostalgie d'une époque où les bourgeois venaient au barrio chino pour s'amuser ou boire un verre. Les transformations urbaines des années 1990 ont fait disparaître les petites rues et les bars où toutes les classes sociales pouvaient se côtoyer.
La description de la société : Francisco González Ledesma ancre ses romans dans la réalité sociale : « Le véritable roman social espagnol est le roman noir, parce qu’il est celui qui pénètre avec le plus de sagacité et de sincérité au cœur de la société actuelle. Et généralement, tout crime s’explique par un drame personnel, mais aussi par un drame social ». Son œuvre s'attache à décrire la société barcelonaise, que ce soit celle des quartiers pauvres, tel le barrio chino où évolue l'inspecteur Méndez, ou le monde des industriels et des banquiers. L'auteur est sensible à la violence faite aux plus faibles et, tout particulièrement, à celle faite aux femmes (Chronique sentimentale en rouge, Cinq femmes et demie) et aux enfants (Cine soledad).
L'après Guerre civile est la toile de fond de plusieurs romans et plus spécialement du triptyque que constituent Soldados, Los simbolos et Los Napoleones. À travers des personnages qui règlent des comptes par vengeance ou par défi, l'auteur fait un travail de mémoire pour rendre justice à ceux qui ont payé un lourd tribut à la Guerre civile et au franquisme et que la transition démocratique a oubliés.

### Cycle de l'inspecteur Méndez
Personnage secondaire apparaissant au milieu de Le Dossier Barcelone, l'inspecteur Ricardo Méndez est le héros — très peu héroïque — de sept autres romans, La Dame de cachemire, Les Rues de Barcelone, Histoire de Dieu à un coin de rue, Le Péché ou Quelque chose d'approchant, Cinq femmes et demie, Un roman de quartier, Il ne faut pas mourir deux fois  et d'un recueil de nouvelles Méndez.
Méndez vit dans des pensions minables, mange n'importe quoi et boit du cognac bon marché. De caractère indépendant, il a toujours les poches pleines de livres et avoue lui-même avoir une vie sexuelle calamiteuse. Proche de la retraite dès sa première apparition, il continue cependant à travailler au grand regret de sa hiérarchie qui le méprise et le cantonne dans des enquêtes sans importance. En effet, manifestant une grande compréhension pour les petits délinquants et les prostituées, Méndez n'arrête quasiment jamais personne. Dépendant d'un commissariat crasseux du barrio chino, il ne quitte guère Barcelone, ne se rendant à Madrid (Le Péché ou Quelque chose d'approchant) ou en Égypte (Histoire de Dieu à un coin de rue) que sur ordre exprès de ses supérieurs et après avoir tout tenté pour éviter de s'éloigner des rues mal famées qu'il affectionne.
Francisco González Ledesma a créé le personnage de Méndez à partir de quatre policiers qu'il a connus. L'un d'entre eux, dont l'arme était toujours chargée à blanc, avait l'habitude lorsqu'il poursuivait un délinquant, de tirer en l'air et de jeter une pierre sur le dos du fuyard. Ses méthodes très personnelles et son peu de respect des lois font de l'inspecteur Méndez un policier caractéristique du passage de la dictature à la démocratie.

## Œuvre

### Romans signés Francisco González Ledesma

#### Série policièreInspecteur Méndez
- Expediente Barcelona (1983) Publié en français sous le titre Le Dossier Barcelone, traduit par Jean-Baptiste Grasset, Paris, Gallimard, coll. « La Noire », 1998  (ISBN 2-07-075229-1) ; réédition, Paris, Gallimard, coll. « Folio policier » no 298, 2003  (ISBN 2-07-042911-3)
- Las calles de nuestros padres (1984) Publié en français sous le titre Les Rues de Barcelone, traduit par Christophe Josse, Nantes, L'Atalante, 1992  (ISBN 2-905158-60-3) ; réédition, Paris, Gallimard, coll. « Folio policier » no 206, 2001  (ISBN 2-07-041205-9)
- Crónica sentimental en rojo (1984) Publié en français sous le titre Chronique sentimentale en rouge, traduit par Jean-Jacques Fleury, Nantes, L'Atalante, 1991  (ISBN 2-905158-44-1)
- La Dama de Cachemira (1986) - Prix Mystère de la critique 1993 Publié en français sous le titre La Dame de cachemire, traduit par Jean-Baptiste Grasset, Paris, Gallimard, coll. « La Noire », 1992  (ISBN 2-07-072655-X) ; réédition, Paris, Gallimard, coll. « Folio policier » no 26, 1999  (ISBN 2-07-040718-7)
- Historia de Dios en una esquina (1991) Publié en français sous le titre Histoire de Dieu à un coin de rue, traduit par Jean-Baptiste Grasset, Paris, Gallimard, coll. « La Noire », 1993  (ISBN 2-07-072945-1)
- El pecado o algo parecido (2002) Publié en français sous le titre Le Péché ou Quelque chose d'approchant, traduit par Isabelle Gugnon, Paris, Gallimard, coll. « Série noire » no 2629, 2001  (ISBN 2-07-075791-9)
- Cinco mujeres y media (2005) Prix Mystère de la critique 2007 Publié en français sous le titre Cinq femmes et demie, traduit par Thomas Delooz, Nantes, L'Atalante, 2006  (ISBN 2-84172-346-1) ; réédition, Paris, Points coll. « Roman noir » no 2733, 2011  (ISBN 978-2-7578-2456-6)
- Méndez (2006), recueil de nouvelles Publié en français sous le titre Méndez, traduit par Christophe Josse, Nantes, L'Atalante, 2003  (ISBN 2-84172-252-X)
- Una novela de barrio (2007) Publié en français sous le titre Un roman de quartier, traduit par Christophe Josse, Nantes, L'Atalante, 2009  (ISBN 978-2-84172-472-7)
- No hay que morir dos veces (2009) Publié en français sous le titre Il ne faut pas mourir deux fois, traduit par Christophe Josse, Nantes, L'Atalante, 2010  (ISBN 978-2-84172-524-3)
- Peores maneras de morir (2013) Publié en français sous le titre Des morts bien pires, traduit par Jean-Jacques et Marie-Neige Fleury, Paris, Payot & Rivages, coll. « Rivages/Thriller », 2014  (ISBN 978-2-7436-2737-9)

#### SérieLe Poulpe
- Purée d'avocat sauce Chili, traduit par Georges Tyras, Paris, Éd. Baleine, 2002  (ISBN 2-84219-368-7)

#### Autres romans
- Sombras viejas (1948) Publié en français sous le titre Ombres du passé, traduit par Jean-Jacques Fleury, Nantes, L'Atalante, 2005  (ISBN 2-84172-285-6)
- El mosquetero azul (1962)
- Los Napoleones (1977) Publié en français sous le titre Los Napoleones, traduit par Jean-Jacques Fleury, Nantes, L'Atalante, 2001  (ISBN 2-84172-183-3)
- Soldados (1985) Publié en français sous le titre Soldados, traduit par Christophe Josse, Nantes, L'Atalante, 1990  (ISBN 2-905158-29-8) ; réédition, Paris, Gallimard, coll. « Folio » no 2515, 1993  (ISBN 2-07-038682-1)
- 42 Kilómetros de Compasión (1986) Publié en français sous le titre 42 kilomètres de compassion, traduit par Christophe Josse, Nantes, L'Atalante, 2002  (ISBN 2-84172-224-4)
- Los símbolos (1987) Publié en français sous le titre Los símbolos, traduit par Jean-Jacques Fleury, Nantes, L'Atalante, 1999  (ISBN 2-84172-114-0)
- Cine Soledad (1993) Publié en français sous le titre Cine Soledad, traduit par Jean-Jacques Fleury, Nantes, L'Atalante, 2000  (ISBN 2-84172-147-7)
- El adoquín azul (2002)
- Tiempo de venganza (2003)
- Ceniza (2004) Publié en français sous le titre Cendres, traduit par Isabelle Gugnon, Paris, Gallimard, coll. « Série noire » no 2742, 2005  (ISBN 2-07-030457-4)
- Historia de mis calles (2006)

### Romans signés Silver Kane
- Recuérdame al morir (2007)
- La dama y el recuerdo (2010)

### Romans signé Enrique Moriel
- La ciudad sin tiempo (2007) Publié en français avec la signature Francisco González Ledesma sous le titre La Ville intemporelle ou le Vampire de Barcelone, traduit par Christophe Josse, Nantes, L'Atalante, 2008  (ISBN 978-2-84172-412-3)
- El candidato de Dios (2008)

### Romans sentimentaux signés Rosa Alcázar
- Dueña y señora (1957)
- El lago de las vírgenes (1957)
- Nuestra última noche (1957)
- Prisión para corazones (1957)
- Tan sólo una mujer (1957)
- Tres pasos por el cielo (1957)
- Un beso por compasión (1957)
- Crecemos en nuestro amor	(1958)
- Desde que nos vimos (1958)
- La segunda mujer (1958)
- La vida de una mujer (1958)
- Mi segundo amor (1958)
- Nuestra tía Maribel (1958)
- Un mundo para ti (1958)
- La fugitiva (1959)
- Las almas también lloran (1959)
- Mi novio, el Marqués (1959)
- Su último adiós (1959)
- Vida (1959)
- La chica del coche rojo (1960)
- Las olvidadas (1960)
- Tres hombres en la noche (1960)
- Un hombre sin piedad (1960)
- Un día para amar (1961)
- Bonita y nada más (1963)
- Enamorados sin amor	(1963)
- Los tres destinos de Ketty (1963)
- Prohibido enamorarse (1963)
- Estrella del sur (1965)

### Recueil de nouvelles paru en français
- La Vie de nos morts, nouvelles éparses traduites par Jean-Jacques Fleury et Marie-Neige Fleury, Paris, Payot & Rivages, coll. Rivages/Noir no 835, 2011  (ISBN 978-2-74362-254-1)

## Prix
- Prix Planeta 1984 pour Crónica sentimental en rojo[8]
- Prix Mystère de la critique 1993 pour La Dame de cachemire et 2007 pour Cinq femmes et demie[9]
- Creu de Sant Jordi 2010